# Mafwe
Die Mafwe, auch Fwe, sind ein Clan der Lozi in Namibia. Sie stellen mit knapp 43.400 Menschen etwa 1,4 Prozent der namibischen Gesamtbevölkerung (Stand 2023).
Die Mafwe gehören zu den Caprivianern, die in der ehemals gleichnamigen Region Sambesi im äußersten Nordosten des Landes leben. Ihr Siedlungsgebiet war von 1976 bis 1990 das Homeland Ostcaprivi. Sie sprechen Fwe.
Sie werden von einem König, dem Ngambela, seit 1999 George Simasiku, angeführt. Dieser hat seinen Hauptsitz in Chinchimane.